# Gylmar dos Santos Neves

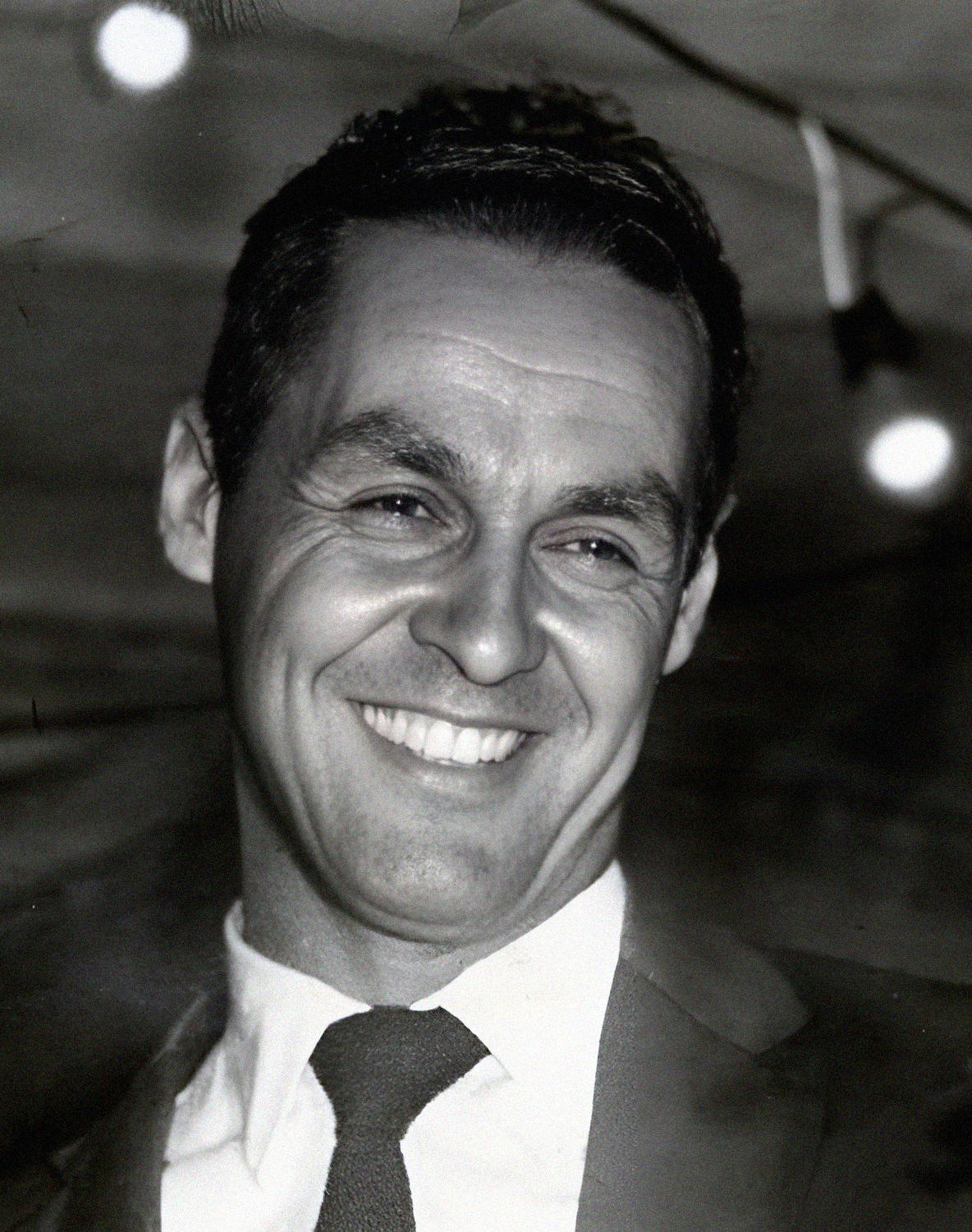
Gilmar 1958.

Gylmar dos Santos Neves (Santos, 22 augustus 1930 – São Paulo, 25 augustus 2013) was een Braziliaans voetballer. De doelman stond bekend onder zijn bijnaam Gilmar die, volgens de auteur Alex Bellos, voortkwam uit de eerste drie letters van de namen van zijn ouders Gilberto en María. Tussen 1951 en 1969 speelde hij in totaal 754 wedstrijden voor Corinthians en Santos. Bij Santos speelde hij onder andere met Pelé, Pepe en Zito.

## Biografie
Gilmar begon zijn carrière bij Jabaquara en wisselde in 1951 naar Corinthians, waar hij al meteen het Campeonato Paulista mee won, hij deed dit nog over in 1952 en 1954. In 1961 ging hij voor 3000 dollar naar het Santos van sterspelers Pelé en Coutinho. Met Santos won hij vijf keer het staatskampioenschap en vijf keer de landstitel. In 1962 en 1963 won hij met Santos de Copa Libertadores tegen respectievelijk Peñarol en Boca Juniors en diezelfde jaren ook de intercontinentale beker tegen het Benfica Lissabon van Eusebio en AC Milan. Hij beëindigde zijn carrière in 1969.
De doelman was in 1958 actief op het WK voetbal in Zweden, toen Brazilië voor het eerst wereldkampioen werd. Hij kreeg de voorkeur op Carlos José Castilho, die dat toernooi nochtans startte met het rugnummer 1. Gilmar was vier jaar later ook bij de titelprolongatie van Brazilië op het WK voetbal in Chili. Hij is tot nu toe de enige keeper die twee keer wereldkampioen werd als basisspeler. Bij het WK voetbal in 1966 in Engeland was hij opnieuw van de partij, maar daar werd Brazilië in de eerste ronde uitgeschakeld. Collega Manga lost hem af tijdens het toernooi. In totaal keepte Gilmar 94 duels voor Brazilië.
Op clubniveau won Gilmar onder meer twee keer de wereldbeker voor clubteams met Santos. In 1962 werd het Benfica van Eusebio verslagen en in 1963 won het van AC Milan. In beide jaren won Santos ook de Copa Libertadores.

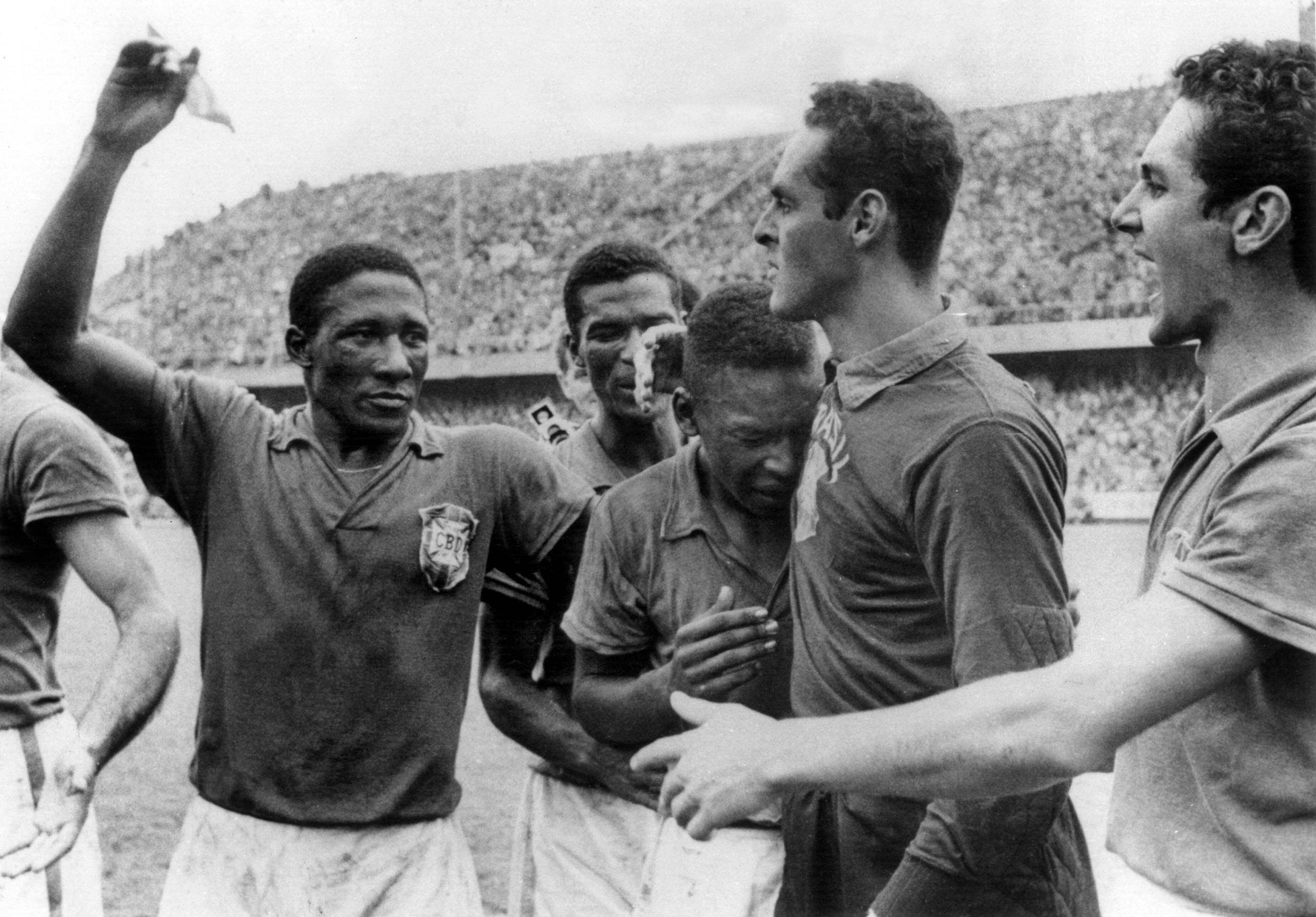
Gilmar (r.) viert met Djalma Santos en Pelé de wereldtitel in 1958.

Hij debuteerde voor het nationale elftal op 1 maart 1953 in Lima in een wedstrijd tegen Bolivia. In 1956 trok hij met de Seleção voor een Europatour en speelde tegen Portugal, Zwitserland, Oostenrijk, Tsjecho-Slowakije, Italië, Engeland en Turkije en maakte hier een goede indruk. De concurrentie in het nationale elftal was echter groot, buiten het verdedigerspaar Djalma en Nílton Santos waren andere posities niet altijd zeker. Door zijn goede prestaties in Europa kreeg Gilmar op het het WK voetbal in Zweden de voorkeur op Carlos José Castilho, die nochtans het toernooi startte met rugnummer 1, terwijl Gilmar nummer 3 kreeg. Pas in de halve finale tegen Frankrijk liet Gilmar de eerste goals binnen, van Just Fontaine en Roger Piantoni.
Na een nederlaag tegen Argentinië op het Zuid-Amerikaans kampioenschap werd Gilmar uit de ploeg gezet, ook bij Corinthians was hij op een zijspoor gekomen. Pas na zijn wissel naar het succesvolle Santos werd hij weer in het nationale elftal opgenomen. Zo speelde hij ook op het het WK voetbal in Chili, waar de titel geprolongeerd werd. Deze kreeg droeg hij het rugnummer 1. Na het uitvallen van sterspeler Pelé in de groepsfase moest Brazilië de klus defensief en niet offensief klaren. Hij liet vijf goals door en werd opnieuw wereldkampioen. Hij is tot nu toe de enige keeper die twee keer wereldkampioen werd als basisspeler. Bij de verkiezing van doelman van de eeuw stond hij in Brazilië op de eerste plaats en in Zuid-Amerika op de vierde.
In 1965 moest hij wijken voor doelman Manga, maar kreeg een nieuwe kans op het WK voetbal in 1966 in Engeland. Hij speelde de wedstrijden tegen Bulgarije en Hongarije, maar werd dan voor de derde groepswedstrijd tegen Portugal vervangen door Manga. In de media was Gilmar immers de kop van jut voor de 1-3 nederlaag tegen Hongarije. Hij stond in totaal in 14 WK-wedstrijden in het doel en speelde zijn laatste wedstrijd op 12 juni 1969 in de 2-1 overwinning tegen Engeland. In totaal keepte Gilmar 94 duels voor Brazilië.
In 2013 overleed Gilmar op 83-jarige leeftijd aan de gevolgen van een hartaanval.

## Erelijst
Corinthians
- Campeonato Paulista: 1951, 1952, 1954
- Torneio Rio-São Paulo: 1953, 1954

 Santos
- Campeonato Brasileiro Série A: 1962, 1963, 1964, 1965, 1968
- Campeonato Paulista: 1962, 1964, 1965, 1967, 1968
- Torneio Rio-São Paulo: 1963, 1964, 1966
- Copa Libertadores: 1962, 1963
- Wereldbeker voor clubteams: 1962, 1963
- Wereld Supercup: 1968

 Brazilië
- Wereldkampioenschap: 1958, 1962